# Netelia ocellata
Netelia ocellata là một loài tò vò trong họ Ichneumonidae.